# 리하르트 빌헬름

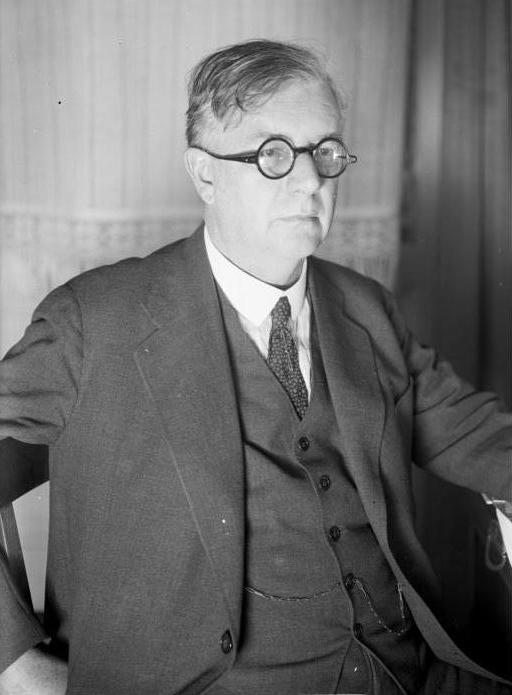
리하르트 빌헬름

리하르트 빌헬름(독일어: Richard Wilhelm, 1873년 5월 10일 슈투트가르트 ~ 1930년 3월 2일 튀빙겐)은 독일의 중국학자, 신학자, 선교사이다. 25년 동안 중국에서 거주하면서 중국어의 구어체와 문어체에 능통했고 중국인들을 사랑하고 존경했다.
그는 중국의 철학 서적을 독일어로 번역한 것으로 유명하다. 이들 저서는 영어를 비롯한 세계의 다른 주요 언어로도 번역되었는데 그 중에서도 유교 경전 가운데 하나인 《역경》(易經), 도교 경전 가운데 하나인 《태을금화종지》(太乙金華宗旨)를 번역한 서적 《황금꽃의 비밀》(The Secret of the Golden Flower)이 유명하다. 두 서적은 자신의 개인적인 친구였던 스위스의 심리학자인 카를 융(Carl Jung)이 집필한 서문을 통해 다시 소개되었다.
리하르트 빌헬름의 아들인 헬무트 빌헬름(Hellmut Wilhelm) 또한 중국학자였고 미국 워싱턴 대학교에서 중국학 교수로 근무했다. 리하르트 빌헬름은 중국의 교육자, 외교관인 리린쓰(厲麟似)의 절친한 친구이기도 했다.

## 저서
- 《중국 동화집》 (Chinese Fairy Book)[5][6]
- 《역경》 (I Ching, 1950년)[7]
- 《황금꽃의 비밀》 (The Secret of the Golden Flower)

## 같이 보기
- 라이오넬 자일스 (Lionel Giles)